# Angel Densetsu
Angel Densetsu (яп. エンジェル伝説 Эндзеру дэнсэцу) — манга Норихиро Яги, выходившая с 1992 по 2000 год. В 1996 году вышла аниме-адаптация манги.

## Сюжет
Главный герой, Сэйитиро Китано, обладает добрым и миролюбивым характером. Однако, лишь взглянув на его лицо, все решают, что перед ними сам дьявол. Кроме того, вокруг него постоянно возникают различные недоразумения, которые лишь усиливают его дурную репутацию. Однако сам Китано никогда не замечает этого. По ходу развития сюжета Китано приходится столкнуться как со школьными бандами, так и с кознями директора школы, пытающегося найти предлог для исключения проблемного ученика. Каждый раз Китано по чистой случайности выходит победителем.

## Персонажи
Сэйитиро Китано (яп. 北野 誠一郎 Китано Сэйитиро:) — главный персонаж. Добрый и прилежный ученик, с великолепными отметками. Однако его внешность наводит на людей ужас и заставляет думать, что они встретились с самим дьяволом. Хотя Китано не владеет никакими боевыми искусствами, он обладает врождёнными рефлексами, позволяющими уклониться от любого удара. Это, а также различные недоразумения, в которые постоянно попадает персонаж, помогает создать ему репутацию несокрушимого и безжалостного бандита, который всегда ускользает от правосудия. Сам Китано абсолютно не осознаёт этого и полагает, что люди всего лишь пугаются его внешности. Несмотря на его устрашающую славу, постепенно ученики замечают, что Китано никогда не обижает никого, кроме хулиганов. В итоге к нему начинают относиться с уважением, полагая, что он защищает школу и направляет свою злобу лишь на тех, кто творит зло.
Сэйю: Нобуо Тобита
Рёко Коисо (яп. 小磯 良子 Коисо Рё:ко) — одноклассница Китано, ученица школы боевых искусств. Благодаря ряду недоразумений приняла Китано за могучего бойца и попыталась вызвать его на дуэль. В итоге стала одной из немногих, кто понимает, кем является Китано на самом деле. Впоследствии стала девушкой Китано.
Сэйю: Томо Сакурай
Икуно Сиратаки (яп. 白滝 幾奶 Сиратаки Икуно) — дочь одного из учителей, нанятых специально, чтобы избавиться от Китано. Впоследствии одна из его друзей. Часто вступается за тех, кого обижают хулиганы, но всякий раз списывает всё на то, что случайно задела хулигана кулаком или ногой. Поселилась в доме с привидениями. При этом её семья успешно выжила призрака из дома.
Курода Сэйкити (яп. 黒田 清吉 Курода Сэйкити) — бывший защитник старшей школы Хекикю. Безответно любит Рёко Коисо и пытается её завоевать. Считает Китано дьяволом, который забрал всех девушек себе и угрожает им. Теперь называет себя боец № 2 в Хекикю после проигрыша Китано. Всегда ходит с двумя младшими подчинёнными. Обманывает Огису Такаси, называя себя настоящим защитником Хекикю, а Китано своим помощником.
Сэйю: Кодзи Исии
Юдзи Такэхиса (яп. 竹久 優二 Такэхиса Ю:дзи) — одноклассник Китано. Умелый боец, известный своей силой со средней школы. Вернувшись в школу после своего отстранения, бросил вызов Китано и проиграл. Считает себя его младшим братом и очень предан ему. Высветлил свои волосы до белого.
Сэйю: Кёсэй Цукуи
Такаси Огису (яп. 荻須 高志 Огису Такаси) — «мастер драки», создавший свой стиль боя. Ошибочно считает Куроду Сэйкити защитником школы. Покрасил свои волосы в рыжий цвет.
Икуко Хираяма (яп. 平山 郁子 Хираяма Икуко) — одноклассница и лучшая подруга Рёко. Раньше очень боялась Китано, но теперь привыкла к нему и очень дружелюбна.
Киёми Кабураги (яп. 鏑木 清美 Кабураги Киёми) — глава кружка фотографии соседней старшей школы. Преследует Китано, чтобы запечатлеть на плёнку «Величайшее зло». Но после поняла, что Китано — обычный старшеклассник с ужасной внешностью.
Лео Хелфорд (яп. レオ·ハルフォード Рэо Харуфо:до) — старший сын Хелфорда. Считает Китано дьяволом. Очень любит свою младшую сестру Сану.
Сана Хелфорд (яп. サナ·ハルフォード Сана Харуфо:до) — младшая сестра Лео Хелфорда. Сначала считала Китано демоном, но потом поняла, что он очень добрый.
Хэйдзо Коисо (яп. 小磯 平三 Коисо Хэйдзо:) — отец Рёко. Мастер боевых искусств стиля Койсо Кобудзюцу. Владеет додзё и обучает своему стилю. Очень любит свою дочь и беспокоится о её связи с Китано.
Харука Хисида (яп. 菱田 春華 Хисида Харука) — член специального комитета образования. Искренне пытается помочь студентам, но обычно её действия приводят к обратному эффекту.
Хадзимэ Сиратаки (яп. 白滝 元 Сиратаки Хадзимэ) — отец Икуно, член специального комитета образования. После проигрыша Китано стал постоянным консультантом в старшей школе Хекикю.